# 玉田路

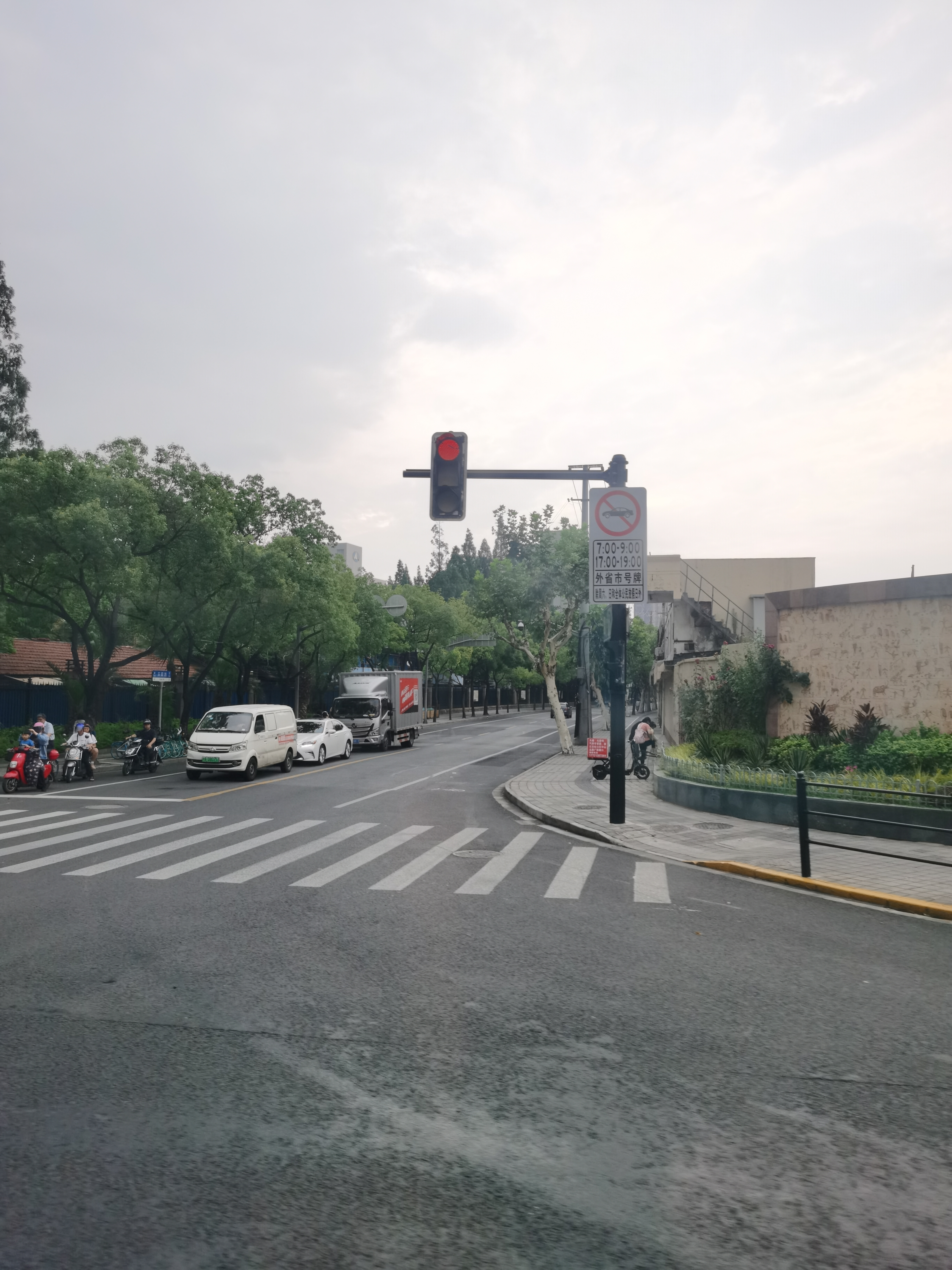
玉田路与中山北一路路口（2021年）

玉田路是中華人民共和國上海市虹口區一條東西走向道路，西起中山北一路，東至密雲路，全長1332米，宽20至25.3米，路名來自於河北省玉田縣。道路修建於1958年，1980年，道路向东延伸並拓寬。道路沿途有曲陽新村和中国科学院上海技术物理研究所。